# DVONN

Plateau

DVONN est un jeu de société créé par Kris Burm en 2001 et édité par Don & Co.
Pour 2 joueurs, à partir de 9 ans, pour environ 15 minutes.
Adapté por la plateforme virtuelle de jeux BGA en 2024.

## Principe général
Phase 1 : Bien positionner ses pions.
Phase 2 : Déplacer ses pions pour prendre les piles de pions (placer ses pions au-dessus des piles).

## Règle du jeu

### Matériel
- Un plateau de jeu
- 49 pièces :
  - 23 anneaux blancs
  - 23 anneaux noirs
  - 3 anneaux rouges (Dvonn)

### Mise en place
Chaque joueur prend ses 23 pièces plus 1 ou 2 DVONN rouges

### But du jeu
En fin de partie: avoir plus de pions sous son contrôle que son adversaire, en faisant la somme des hauteurs des piles surmontées d'un pion de sa couleur.

### Déroulement
Phase 1 :
Les joueurs placent à tour de rôle les pièces DVONN puis leurs propres pièces sur le plateau de jeu.
Phase 2 :
Les joueurs déplacent leurs pièces pour se positionner au-dessus des empilements de pièces qui se forment.
Une pièce complètement entourée ne peut se déplacer.
Une pièce ne peut pas aboutir sur une case vide. À chaque déplacement se produit donc un empilement. L'espace de jeu disponible se réduit à chaque tour.
Les empilements bougent d’un nombre de cases égal au nombre de pièces présentes dans l’empilement et ceci uniquement en ligne droite dans les six directions des alignements. Ainsi les plus hautes piles perdent leur mobilité, les cases de destination se trouvant hors plateau.
Si, après un déplacement, des pièces se retrouvent déconnectées des pions DVONN, elles sont retirées du plateau et définitivement éliminées de la partie. Une connexion peut se faire par une chaîne de pièces ou d'empilements. Autrement dit, tout îlot de piles comporte au moins un DVONN, éventuellement intégré au sein d'une pile. La création d'un îlot sans DVONN entraîne sa destruction immédiate par retrait des pions.
Les empilements de pièces appartiennent au joueur qui possède la pièce du sommet. Seul lui peut bouger l’empilement.
Un empilement peut sauter par-dessus des cases vides, qui comptent dans le calcul du déplacement, pour se poser sur une case occupée.
Chaque joueur est obligé de jouer lors de son tour, dès lors qu'un mouvement est possible. Sinon il passe son tour et l'autre joueur enchaîne les coups jusqu'à ce qu'un mouvement soit de nouveau possible pour l'adversaire ou que la partie se termine.

### Fin de partie et vainqueur
La partie se termine quand il n'y a plus de mouvement possible.
Chacun prend les empilements qu’il possède et les empile ensemble. Le joueur qui possède la plus grande pile remporte la partie.

## Tactiques et stratégies
Phase 1 :
Une fois les DVONN posés, poser ses propres pions sur la bordure du plateau à proximité des DVONN. Privilégier ensuite la proximité des DVONN, sans laisser l'adversaire ceinturer la bordure.
Le motif en triangle est avantageux: en bordure un pion de sa couleur en libèrera deux autres de sa couleur sans libérer de pion adverse, il se posera sur un des pions adverses voisins en bordure.
Phase 2 :
Conserver le maximum de mobilité, ne pas se préoccuper de construire tôt de hautes piles mais garder des pions seuls ou des piles de faible hauteur, surtout à proximité des DVONN.
Bloquer l'adversaire en ne libérant pas ses pions à l'intérieur du plateau, et prendre le contrôle des pions adverses libérés pour maintenir un cordon asphyxiant.
Libérer ses propres pions en déplaçant une des six piles entourant le pion bloqué.
Se poser sur un pion adverse, utiliser la pile formée pour rebondir ensuite vers un autre pion adverse plutôt que de déplacer un pion seul à soi.
Si un DVONN est en zone dominée par l'adversaire (nombreux pions seuls ou petites piles à proximité), tenter de prendre le contrôle du DVONN et de le déplacer en zone que l'on domine.
Déplacer les DVONN pour couper la liaison vers les zones dominées par l'adversaire ou vers les piles adversaire dont on ne pourra pas reprendre le contrôle.
Provoquer par déplacement une coupure de la liaisons entre le ou les DVONN et une zone avantageuse pour l'adversaire.
Jouer la montre en nombre de coups : le dernier à jouer les coups est avantagé, conserver des "coups d'attente" pour forcer l'adversaire à jouer ses dernières piles mobiles, souvent à son désavantage. Terminer en en prenant le contrôle des piles les plus hautes.

## Récompense
- Games Magazine Awards  2003
- Mensa Select Mind Games  2002
- International Gamers Awards deux joueurs 2002